# 中電技術コンサルタント
中電技術コンサルタント株式会社（ちゅうでんぎじゅつコンサルタント）は、広島県広島市南区出汐に本社を置く中国地方を基盤とする中堅の総合建設コンサルタント会社。親会社は中国電力。

## 沿革
- 1965年7月15日　設立（資本金1千万円）
- 1966年　建設コンサルタント登録
- 1967年　松江出張所（現山陰支社）岡山出張所（現岡山支社）開設
- 1970年　資本金2千万円に増資
- 1973年　山口出張所（現山口支社）開設
- 1974年　三次連絡所設置
- 1976年　資本金5千万円に増資、本社新社屋新築、福山連絡所設置
- 1977年　地質調査業者登録
- 1981年　鳥取出張所（現鳥取事務所）開設、計量証明事業登録
- 1984年　補償コンサルタント登録
- 1992年　資本金1億円に増資
- 1993年　寮・研修センター新築
- 1995年　フレックスタイム勤務制度導入
- 1999年　ISO 9001認証取得
- 2002年　浜田営業所（現浜田事務所）開設
- 2003年　防府営業所開設
- 2004年　倉吉営業所、周南営業所（現周南事務所）、萩営業所、福山営業所（現福山事務所）開設
- 2005年 　ISMS登録、出雲営業所、福岡営業所（現九州事務所）、三次営業所（現三次事務所）開設
- 2005年　ISO 14001認証取得
- 2010年　関西営業所（現関西事務所）開設
- 2012年　東北営業所（現東北事務所）開設
- 2017年　中部営業所（現中部事務所）開設

- 2020年　ISO 27017 ,ISO 55001 認証取得